# Urdu
Urdu (uttal: ʊrd̪u) är ett indoeuropeiskt språk. Det är ett av Indiens 22 officiella språk och det officiella språket i Pakistan. Det ingår i den indoariska språkgruppen men har lånat både alfabet och mycket av ordförrådet från persiska och arabiska. Det räknas allmänt som del av hindustani och som systerspråk till hindi. Det talas som modersmål av minst 46 miljoner indier och 8 miljoner pakistanier.

## Spridning och omfattning
I Pakistan hade språket år 1996 cirka 8 miljoner modersmålstalare och i Indien cirka 46 miljoner. I Nepal fanns år 2014 cirka 700 000 personer med urdu som modersmål. Större grupper urdutalare finns också i den tidigare kolonialmakten Storbritannien, i Kanada, samt i länder kring Persiska viken med många sydasiatiska arbetskraftsinvandrare.
I Bangladesh, som år 1948–1971 var en del av Pakistan, förekommer en variant som kallas för dhakaiya-urdu (av Dhakaiyas). Denna skiljer sig från standardurdu, då ordförrådet delvis kommer från bengaliska.
I 1930-talets Afghanistan var urdu det vanligaste främmande språket. Det användes för politiska och ekonomiska kontakter med Indien och i kulturella sammanhang, och har påverkat både den afghanska persiskan (dari) och pashto.

## Historia
Urdu och hindi har gemensamma rötter och är i sin talade form så lika att de ofta betraktas som ett och samma språk – hindi-urdu eller hindustani. Vad gäller litteraturspråket finns större skillnader, och där urdu har påverkats mer av persiska och hindi av sanskrit. De skrivs också med olika alfabet, urdu med en variant av det persisk-arabiska alfabetet och hindi med devanāgarī.
På grund av den stora andelen persiska ord i avancerad urdu finns det språkvetare som menar att urdu bör kategoriseras som ett iranskt språk med nära släktskap till dari/persiska. Detta motsägs dock av allmänt erkända översikter över iranska språk.

### Bakgrund, tidig utveckling
Ursprunget till urdu finns i den tidiga hindi-dialekten khari boli, som talades i området kring Delhi. Under mogullimperiets tid (15-1700-talet) tillkom en stor mängd lånord från persiska och språket blev till rikets sammanhållande språk (lingua franca) Språket kom att kallas Zaban-e-Urdu-e-Mualla, senare urdu.  Språket växte när persisk- och turkisktalande soldater beblandades med ursprungsbefolkningen.
Utvecklingen av en egen poesi och annan litteratur tog fart under 1300- och 1400-talen.
Utvecklingen av ordförråd i urdu har i stor utsträckning kommit via den iranska/muslimska kultursfären. Detta inkluderar via namn som Jalal al-din Rumi (Jalal al-din Balkhi), Hafez (Khwāja Shams-ud-Dīn Muhammad Hāfez-e Shīrāzī), Amir Khusro, Mohammad Iqbal (Allama Iqbal), Mirza Ghalib, Khwaja Muhammad Hafiz Shirazi, Mir Taqi Mir, och Dr. Rais Numani.
I och med persiskans minskade betydelse uppstod 1590–1730 en blomstrande urdupoesi i delar av Sydindien. Under 1700-talet verkade i Delhi en kvartett diktare, ”De fyra pelarna”, bland vilka särskilt Hwaga Mir Dard utmärkte sig. Under trycket av politisk instabilitet förlade många författare och intellektuella sin verksamhet till Lucknow, 1775–1856 huvudstad i kungariket Awadh. Här utvecklades en extravagant livsstil som återspeglas i litteraturen, med spektakulära dramatiseringar av de i islam populära martyrskapen, av en äventyrsbetonad romankonst och med en stark betoning på sinnlighet. Bland de mer seriösa författarna bör nämnas Dabir och Anis.

### Från 1800
Namnet urdu är den persiska formen av ett turkiskt ord (betydelse: 'läger' eller 'basar'), vilket började användas om språket omkring år 1800. Språket har en nära koppling till den islamska kultursfären och betraktas norra Indien ibland som islams lingua franca. Denna litteratur har rötter i den för hindi och urdu gemensamma islamiska litteraturen som skrevs på tidigare varianter av hindi.
Persiska talades i nuvarande Pakistan i flera sekler och hade hög status. Det var ett erkänt officiellt språk både innan och efter att Islam nådde landet. När Pakistan bildades 1947 gavs urdu (jämte engelska) status som officiellt språk, trots att bara cirka 7 procent av landets befolkning hade urdu som modersmål.

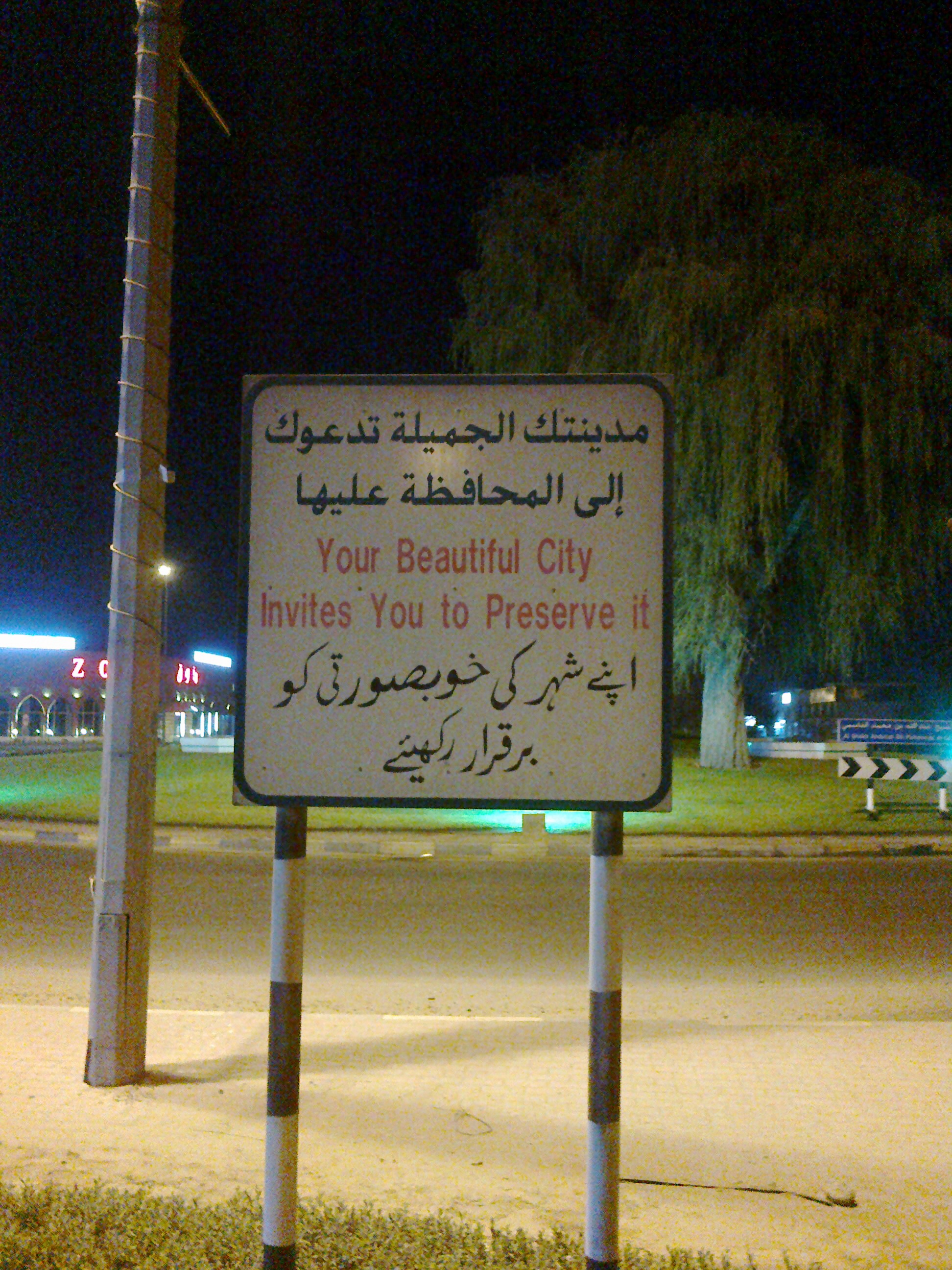
Trespråkig skylt i Ras al-Khayma, med text på arabiska, engelska och urdu.

Under 1800-talet verkade urdulitteraturens yppersta författare Mirza Ghalib, som blev en nyskapare inom urdupoesin och med sina brev gjorde banbrytande insatser för urduprosan. Modernismens inträde i urdulitteraturen började vid universitetet i Aligaṛh, grundat 1877. Genom böcker och tidskrifter verkade den för islams anpassning till ett västerländskt teknologiskt samhälle. Den litterära scenen under 1900-talets första decennier dominerades av Muḥammad Iqbal, diktare, filosof och politiker. Genom sina verk bidrog han till den islamiska väckelsen och kom att bli Pakistans andlige fader. Den senare urdulitteraturen utmärks främst av en högtstående novellkonst som ofta hämtar sina motiv från livets skuggsidor.
Under 1900-talet har urdu kommit att spridas långt utanför Sydasien. Detta inkluderar utvandrare till Mellanöstern och andra områden runt Indiska oceanen eller andra delar av det tidigare Brittiska imperiet.

## Struktur och ordförråd
Urdu är i sin språkstruktur ett indoariskt språk. Trots detta kommer en stor mängd av ordförrådet i språket via lån från persiska/dari, arabiska eller turkiska. Det finns också spår av franska, portugisiska och nederländska i urdu. Lånord har även kommit från tadzjikiska, grekiska, arameiska, pashto, baluchiska, kurdiska och armeniska. Det finns också en hel del lånord från tjagataiska, portugisiska, grekiska och på senare tid engelska.
Grekiskan influerade många språk i området under Alexander den stores tid, inklusive föregångarna till urdu.